# Exomalopsis neglecta
Exomalopsis neglecta là một loài Hymenoptera trong họ Apidae. Loài này được Buysson mô tả khoa học năm 1892.